# Lasker Auenwald
Der Lasker Auenwald, obersorbisch Łazkowski niwowy lěs, ist ein Naturschutzgebiet in der Gemeinde Ralbitz-Rosenthal im ostsächsischen Landkreis Bautzen. Er befindet sich beim Ort Laske im Herzen des sorbischen Siedlungsgebietes. Seit 1961 ist der 29 ha große südliche Teil des Waldes geschützt.
Der Auenwald stellt den letzten naturbelassenen Abschnitt der Klosterwasseraue dar. Während deren Wälder im Allgemeinen im Verlauf des Mittelalters gerodet wurden und die Aue heute meist landwirtschaftlich genutzt wird, blieb dieser Teil als einziger von der Urbarmachung verschont. Hier findet sich noch heute der ursprüngliche Eichen-Hainbuchen-Auenwald, der von zahlreichen Fließen durchzogen wird. Teile des Waldes stehen fast ganzjährig unter Wasser.
In den Jahren 1970/71 wurde mit dem Bau eines Überlaufbauwerkes, eines Umfluters und eines Deiches den Ansprüchen sowohl des Biotops als auch der benachbarten Landnutzer Rechnung getragen. Auf diese Weise werden die episodischen Überflutungen durch das Klosterwasser zur Schneeschmelze oder nach heftigen Regenfällen gewährleistet, ohne die angrenzenden Nutzflächen durch Überschwemmungen zu gefährden.

## Flora und Fauna
Neben den typischen Stieleichen und Buchen und anderen häufigen Arten wie Winterlinde, Flatterulme, Bergahorn und Schwarzerle finden sich im Lasker Auenwald z. B. Sommerlinde, Buschwindröschen, Hohe Schlüsselblume und Waldmeister. In den Mulden des Auenwaldes wachsen u. a. Wasserfeder, Sumpfdotterblume, Wasserschwertlilie etc.
Neben verschiedenen Schnecken- und Kleinmuschelarten beherbergt der Auenwald vor allem eine Vielzahl von Vögeln. Darunter sind Pirol, Buntspecht, Schwarzspecht, Eisvogel, Waldkauz, Rotmilan, Kleiber, Gartengrasmücke etc.

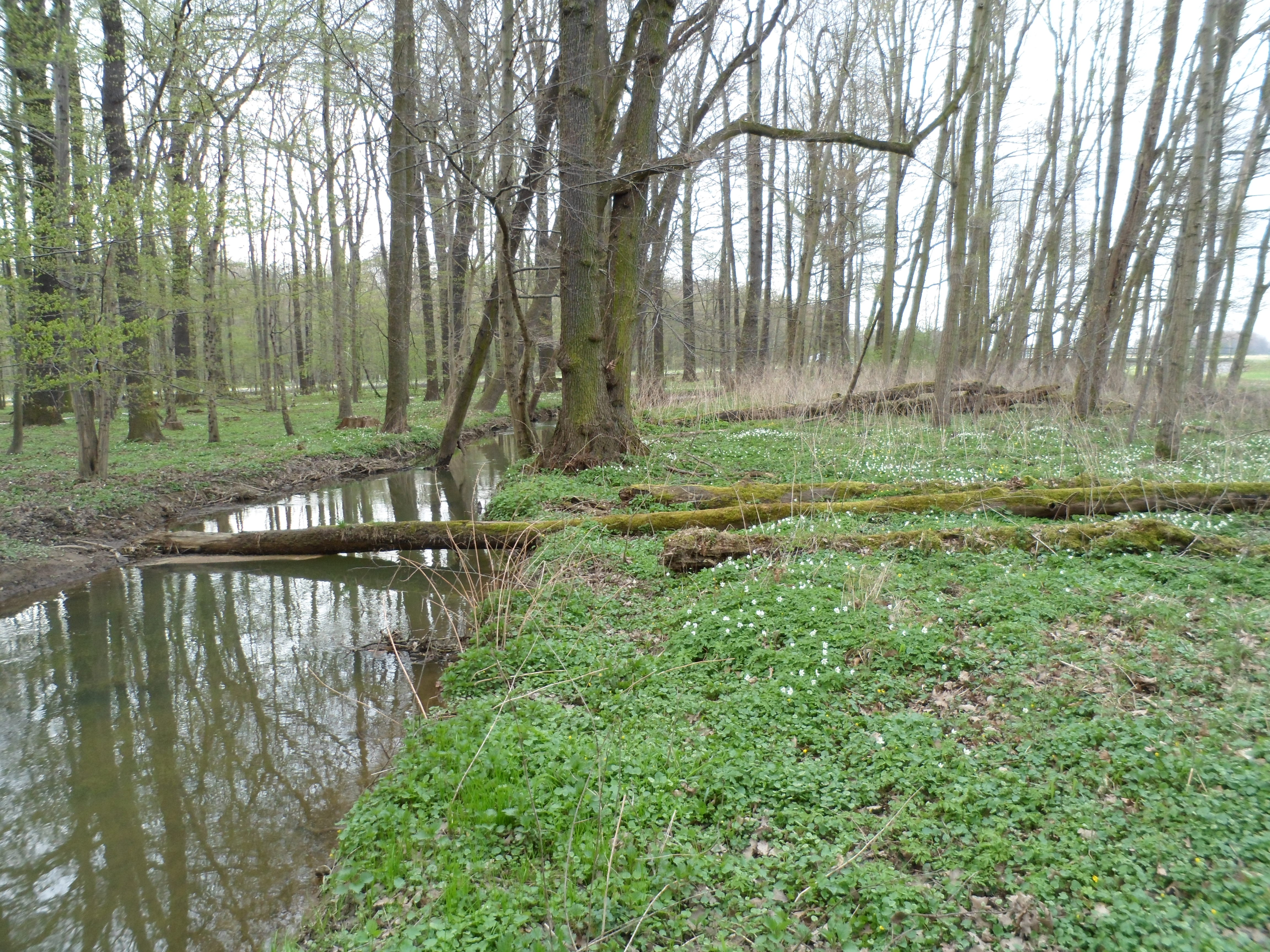
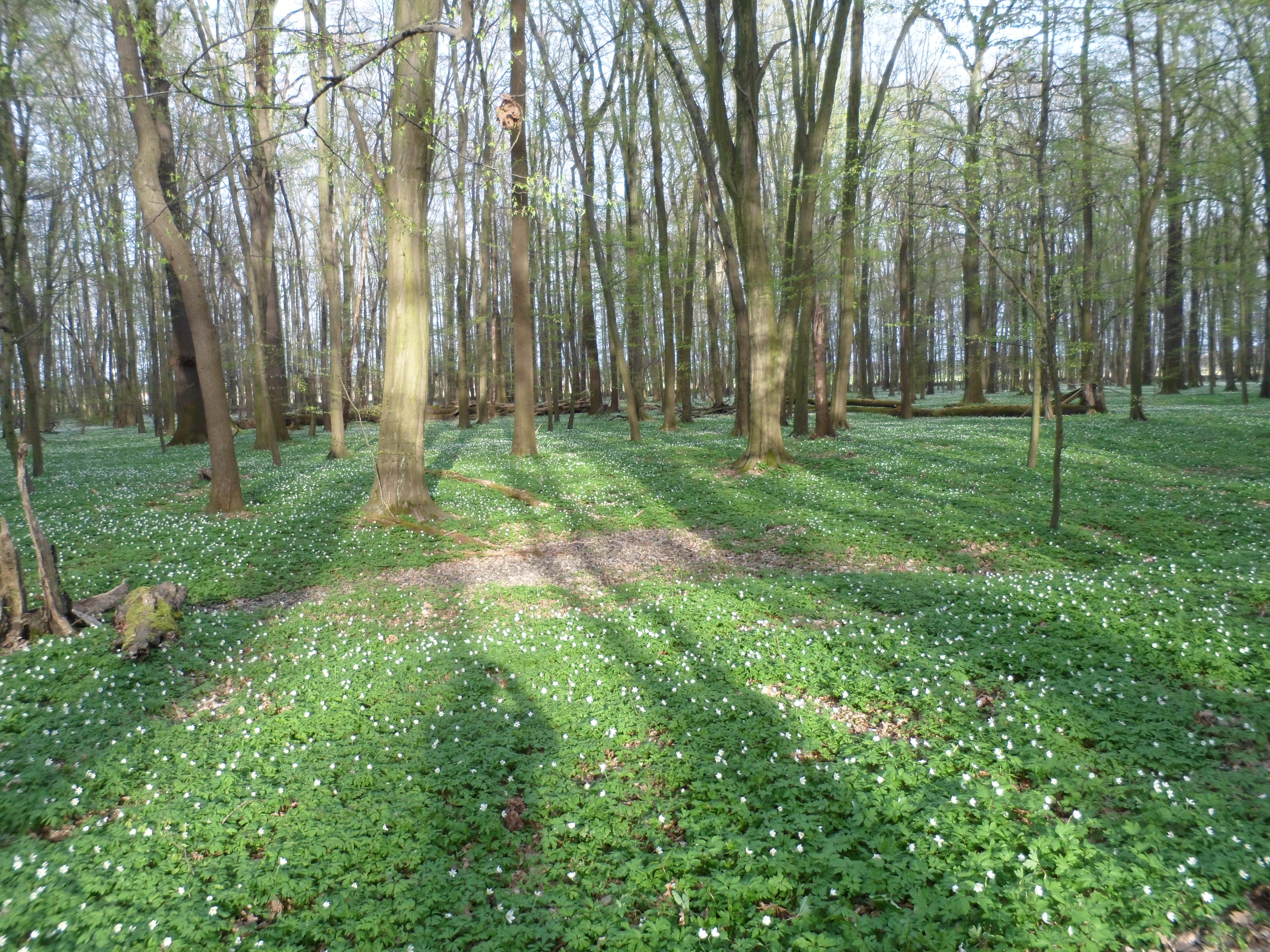
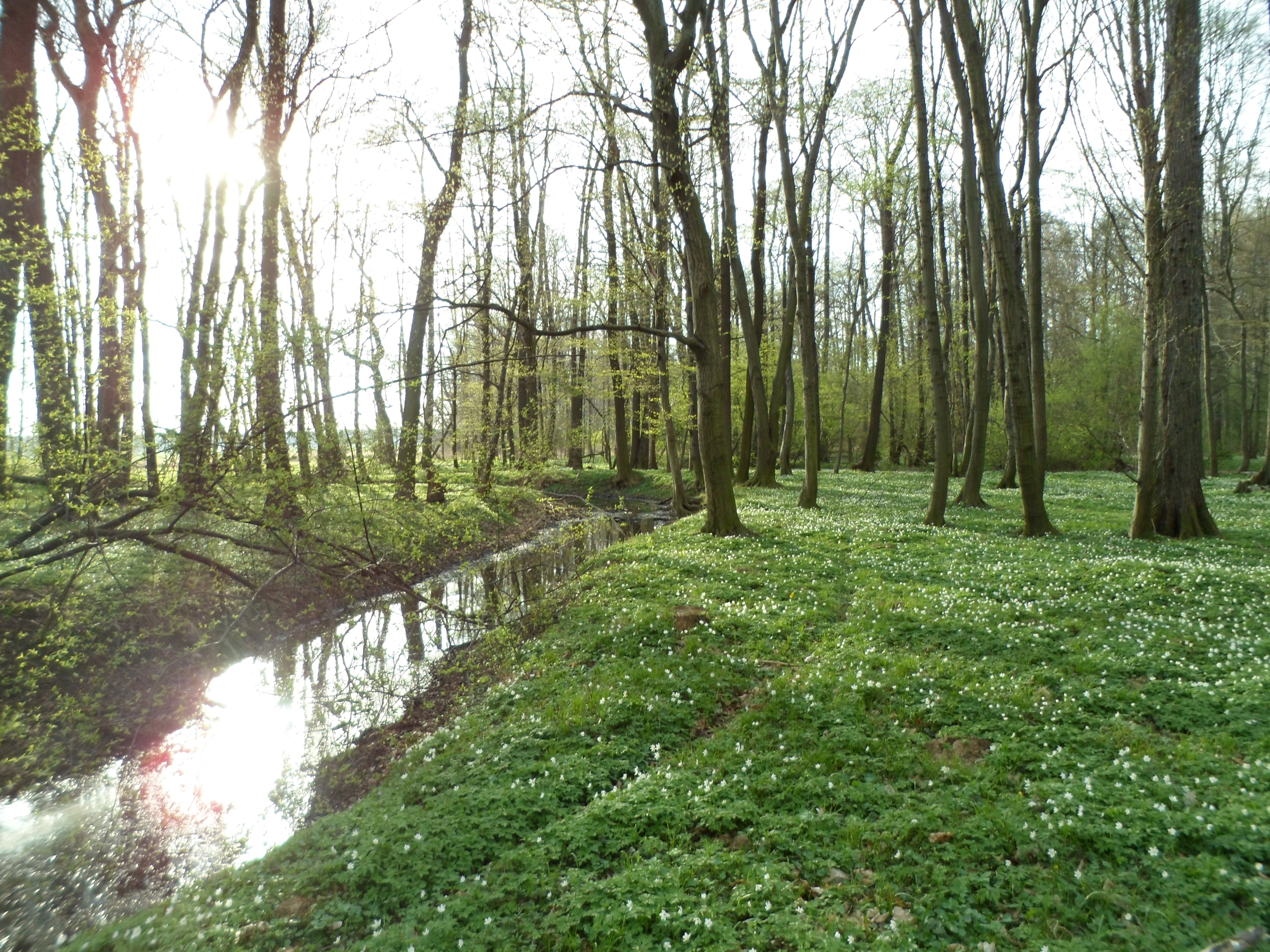